# Chapuisia alluaudi
Chapuisia alluaudi es un coleóptero de la familia Chrysomelidae. Fue descrita científicamente en 1920 por Laboissiere.